# Moisès Llopart i Aguilera
Moisès Llopart i Aguilera (El Prat de Llobregat, 5 d'agost de 1919 - El Prat de Llobregat, 2 de febrer de 2002) fou un atleta, entrenador d'atletisme i promotor esportiu català, considerat el màxim impulsor de la marxa atlètica a Espanya.
Orfe des de ben jove, formà part de la lleva del biberó i destinat al batalló de la XIV Brigada Internacional. Al final de la guerra fou detingut pels franquistes i condemnat a sis anys de servei militar. Quan acabà s'incorporà com a treballador a La Seda de Barcelona. Allà el 1948 fundà la secció d'atletisme del Grup Cultural i Recreatiu d'aquesta empresa. Tot i així, competí com atleta de camp a través, mig fons i fons amb el Centre Atlètic Laietània de Mataró fins a l'any 1960, quan passà a ser atleta, delegat i entrenador de la secció d'atletisme de La Seda. Posteriorment també hi creà una secció de piragüisme i fou regidor d'esports a l'Ajuntament del Prat.
Entre d'altres reconeixements, l'any 1970 fou guardonat amb el títol d'entrenador nacional d'atletisme i el 1972 va guanyar el trofeu especial per la tasca com a preparador en llançaments, atorgat per l'Escuela Nacional de Atletismo. Va aconseguir el mateix premi en 1982 per la marxa masculina. L'any 1989 la Generalitat de Catalunya li atorgà la distinció de Forjador de l'Esport Català i l'any 1996 fou distingit amb el títol de Fill Predilecte del Prat de Llobregat. Les pistes d'atletisme del mateix municipi es construïren gràcies a la seva empenta, i per aquest motiu porten el seu nom, Estadi Moisès Llopart, com a homenatge.

## Obra publicada
- Diari retrobat, memòries de guerra. El Prat: Ajuntament del Prat de Llobregat, 2002.[1]